# Al-Nas (estación de televisión)

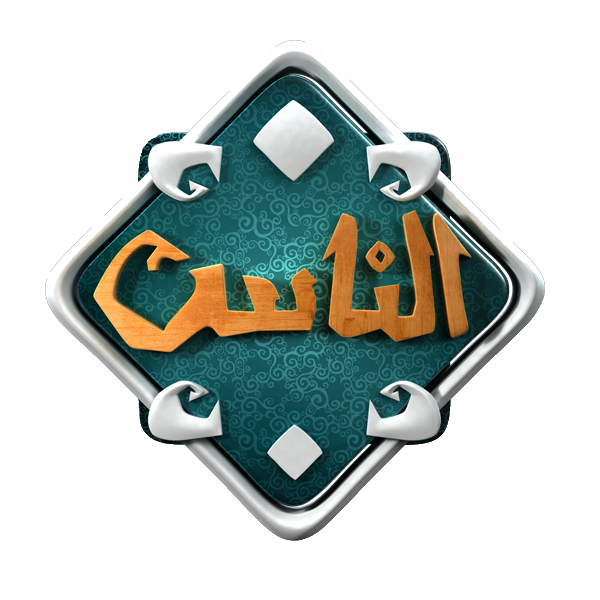
Al-Nas

Al-Nas (en árabe: قناة الناس) (que significa "El Canal de la Gente") es una estación de televisión egipcia islamista fundada en enero de 2006 y emitida en El Cairo.

## Polémica
Al-Nas llamó la atención en todo el mundo en septiembre de 2012, cuando el conductor Sheikh Khalad Abdalla presentó un clip de La Inocencia de los Musulmanes unos días antes de los ataques a la embajada Estados Unidos de 2012.

## Historia
Fue fundada por el empresario saudí Mansour bin Kadsa (alt. Mansur Bin Kadasah), primero tocando canciones pop árabes y espectáculos dream interpretation, pero con pocos meses comenzó a convertirse en un canal religioso, con conocidos predicadores islámicos en pantalla con regularidad.

## Discriminación
El erudito Salafi, Muhammad Hussein Yacoub también aparece en el canal, y también trabajó con éxito para prohibir a todas las presentadoras del canal. Abu Ishaq Al Heweny (alt. Shaykh Abu Ishaq al-Huwayni) también aparece en transmisiones, y ayudó a prohibir la música y las mujeres, al afirmar que la aparición de la mujer en la pantalla era un gran pecado.